# Paulo César (fotógrafo)
Paulo César (Setúbal, 18 de Agosto de 1972) é um fotógrafo e empresário português. 
Viveu na cidade de Mafra até ingressar na universidade. Desde 2003, que reside na cidade de Lisboa. Entre os anos de 1990 e 1995 frequentou, com sucesso, a licenciatura em Gestão da Universidade Lusíada.
Atualmente é empresário, gerindo uma empresa familiar em sociedade com a mãe, embora sempre convicto que o seu verdadeiro lugar é a fotografia, sendo esta arte desde sempre uma paixão.

## Exposições, Publicações e Prémios
Abril 2006 – “A transparência da Alma” – Café com Estória – Setúbal;
Maio 2006 – “A substância das Almas” – Casa da Guia – Cascais;
Julho 2006 – “D´almas” – Império dos Sentidos – Lisboa;
Agosto 2006 – Espaço 40 e Um – Lisboa;
Agosto 2006 – Galeria/Cabeleireiro Eugénio Violante – Lisboa;
Outubro 2006 – Galeria/Cabeleireiro Eugénio Violante – Lisboa;
Novembro 2006 – “Lágrimas e Sorrisos” – Casa da Guia – Cascais;
Novembro 2006 – Outro Bar – Ericeira;
Dezembro 2006 – Fotos no livro “Furor das Noites Cheias” de Daniel Costa-Lourenço ligação externa;
Janeiro 2007 – “Momentos” – Império dos Sentidos – Lisboa;
Abril 2007 – Fieis ao Bairro – Lisboa;
Abril 2007 – Ultra-Violeta Bar – Setúbal;
Maio 2007 – Next-Bar – Faro;
Maio 2007 – foto do mês no site "Olhares";
Junho 2007 – Ultra-Violeta Bar – Setúbal;
Agosto 2007 – Casa da Guia – Cascais;
Setembro 2007 – Púcaros Bar – Porto;
Setembro 2007 – “Caminhos Dentro de Nós” – Império dos Sentidos – Lisboa;
Setembro 2007 – “Luz na Pele” – Arribar Caffé – Moita;
Setembro 2007 – Encontro olhares de moda – Exposição conjunta – Figueira da Foz;
Setembro 2007 – Exposição “O Meu Olhar Sobre Carnide”– Junta de Freguesia de Carnide – Lisboa;
Outubro 2007 – Exposição “Anos Dourados” – Alhos Vedros – Moita;
Dezembro 2007 – Pousada S. Francisco – Beja;
Dezembro 2007 – “Caminhantes” – Arribar Caffé – Moita;
Janeiro 2008 – “Demorfias” – Exposição conjunta Galeria Kabuki – Lisboa;
Janeiro 2008 – “Cuerpos de Luz” – Exposição virtual – www.desnud-arte.com;
Março 2008 – "Rostos de Carnide" – Junta de Freguesia de Carnide – Lisboa;
Março 2008 – Exposição comemorativa do Dia da Mulher – Alhos Vedros – Moita;
Março 2008 – Fotos no livro “As Nossas Escolhas” – Junta de Freguesia de Alhos Vedros;
Março 2008 – Foto do mês na revista “O Mundo da Fotografia Digital”;
Março 2008 – Portfólio publicado na revista “Foto Digital”;
Março 2008 – Portfólio publicado na revista “Vanity Gay” de Espanha;
Abril 2008 – Foto do mês no site “Canal Fotografia”;
Abril 2008 – Exposição conjunta no Império dos Sentidos – Lisboa;
Abril 2008 – Exposição “O Corpo e a Alma” – Posto de turismo da Moita;
Abril 2008 – Foto do mês no site "Pnetimagens";
Maio 2008 – Foto do mês na revista “O Mundo da Fotografia Digital”;
Maio 2008 – Foto na capa e contra capa do livro “Karley Aida a Vida, o Circo”;
Maio 2008 – Exposição “Tu e Eu” – Império dos Sentidos – Lisboa;
Maio 2008 – Exposição “Fotografia a 3 Tempos” – Shalom – Braga;
Junho 2008 – Exposição “O Corpo e a Alma” – Arribar Caffé – Moita;
Junho 2008 – Participação no livro “Olhares”;
Junho 2008 – Participação no livro “Fragmentos de Emoção”;
Julho 2008 – “Estados de Alma” – Galeria Bento Martins- Carnide – Exposição conjunta

## Ligações Externas
- Site Oficial de Paulo César